# København A-Raeken 1890-1891
La København A-Raeken 1890-1891 è stata la 2ª edizione della massima serie del campionato danese di calcio, disputata tra il novembre 1890 e il marzo 1891 e conclusa con la vittoria del Kjøbenhavns Boldklub, al suo primo titolo.
Come nell'edizione precedente, giocarono 7 squadre provenienti unicamente dalla città di Copenaghen.
I capocannonieri di questa edizione furono Lorenz P. Heilmann e F. L. Lassen, con 10 gol ciascuno, entrambi dell'AB.

## Stagione

### Novità
Le squadre furono le stesse della stagione precedente, a eccezione della mancanza del Christianshavn BK Copenaghen, il cui posto venne rimpiazzato dalla debuttante Olympia Copenaghen.

### Formula
La formula rimase invariata rispetto alla precedente edizione.

### Avvenimenti
In questa edizione l'Akademisk BK non riuscì a difendere il titolo, cedendo il posto di "campione di Danimarca", sebbene non in maniera ufficiale, al Kjøbenhavns Boldklub, che vinse tutte e 6 le partite giocate. Al secondo posto si classificò lo stesso AB, seguito da Østerbros BK Copenaghen, Boldklubben Frem, Melchioraner BK Copenaghen, Haabet Copenaghen e Olympia Copenaghen.
Solo le prime 4 squadre giocarono tutte le partite, perché non venne ritenuto necessario che le altre 3 giocassero le partite rimanenti.
In questa competizione furono segnati 104 gol, divisi in 19 partite.

## Squadre partecipanti
| Club                       | Stagione | Città      | Stadio   | Stagione precedente |
| -------------------------- | -------- | ---------- | -------- | ------------------- |
| Kjøbenhavns Boldklub       | dettagli | Copenaghen | ???????? | 2º posto            |
| Akademisk Boldklub         | dettagli | Copenaghen | ???????? | 1º posto            |
| Østerbros BK Copenaghen    | dettagli | Copenaghen | ???????? | 6º posto            |
| Haabet Copenaghen          | dettagli | Copenaghen | ???????? | 4º posto            |
| Melchioraner BK Copenaghen | dettagli | Copenaghen | ???????? | 3º posto            |
| Boldklubben Frem           | dettagli | Copenaghen | ???????? | 5º posto            |
| Olympia Copenaghen         | dettagli | Copenaghen | ???????? | Debuttante          |

## Classifica
| Pos. | Squadra            | G | V | N | P | GF | GS | DR  |
| ---- | ------------------ | - | - | - | - | -- | -- | --- |
| 1.   | KB                 | 6 | 6 | 0 | 0 | 24 | 7  | +17 |
| 2.   | AB                 | 6 | 5 | 0 | 1 | 45 | 5  | +40 |
| 3.   | Østerbros BK       | 6 | 4 | 0 | 2 | 12 | 13 | -1  |
| 4.   | Frem               | 6 | 3 | 0 | 3 | 10 | 12 | -2  |
| 5.   | Melchioraner BK    | 5 | 1 | 0 | 4 | 12 | 16 | -4  |
| 6.   | Haabet             | 4 | 0 | 0 | 4 | 1  | 18 | -17 |
| 7.   | Olympia Copenaghen | 5 | 0 | 0 | 5 | 0  | 33 | -33 |

Fonti

## Verdetti
Kjøbenhavns Boldklub campione di Danimarca 1890-1891

### Squadra campione
| Formazione tipo (2-3-5)                                                                        | Giocatori (ruolo)                       |
| ---------------------------------------------------------------------------------------------- | --------------------------------------- |
| Gormsen Petersen I Effersøe Nielsen Petersen II Bentsen Jakobsen Knudsen Sørensen Willer Sylow | V. Gormsen (portiere)                   |
| Gormsen Petersen I Effersøe Nielsen Petersen II Bentsen Jakobsen Knudsen Sørensen Willer Sylow | William Petersen (terzino destro)       |
| Gormsen Petersen I Effersøe Nielsen Petersen II Bentsen Jakobsen Knudsen Sørensen Willer Sylow | P. Effersøe (terzino sinistro)          |
| Gormsen Petersen I Effersøe Nielsen Petersen II Bentsen Jakobsen Knudsen Sørensen Willer Sylow | Johannes Nielsen (centro mediano)       |
| Gormsen Petersen I Effersøe Nielsen Petersen II Bentsen Jakobsen Knudsen Sørensen Willer Sylow | Holger Petersen (mediano sinistro)      |
| Gormsen Petersen I Effersøe Nielsen Petersen II Bentsen Jakobsen Knudsen Sørensen Willer Sylow | Helge Bentsen (mediano destro)          |
| Gormsen Petersen I Effersøe Nielsen Petersen II Bentsen Jakobsen Knudsen Sørensen Willer Sylow | Ingolfur Jakobsen (ala destra)          |
| Gormsen Petersen I Effersøe Nielsen Petersen II Bentsen Jakobsen Knudsen Sørensen Willer Sylow | Frederik Knudsen (ala sinistra)         |
| Gormsen Petersen I Effersøe Nielsen Petersen II Bentsen Jakobsen Knudsen Sørensen Willer Sylow | August Møller-Sørensen (mezzala destra) |
| Gormsen Petersen I Effersøe Nielsen Petersen II Bentsen Jakobsen Knudsen Sørensen Willer Sylow | A. Willer (mezzala sinistra)            |
| Gormsen Petersen I Effersøe Nielsen Petersen II Bentsen Jakobsen Knudsen Sørensen Willer Sylow | Ludvig Sylow (centro attacco)           |
| Altri giocatori: Bjerke, Vilhelm Petersen, P. Hildebrand, J. Smart                             |                                         |

Fonte

## Statistiche

### Squadre
- Maggior numero di vittorie:  KB (6 vittorie)
- Minor numero di vittorie: Haabet e Olympia Copenaghen (0 vittorie)
- Miglior attacco:  AB (45 gol fatti)
- Miglior difesa:  AB (5 gol subiti)
- Miglior differenza reti:  AB (+40)
- Maggior numero di sconfitte: Olympia Copenaghen (5 sconfitte)
- Minor numero di sconfitte:  KB (0 sconfitte)
- Peggior attacco: Olympia Copenaghen (0 gol fatti)
- Peggior difesa: Olympia Copenaghen (33 gol subiti)
- Peggior differenza reti: Olympia Copenaghen (-33)